# Rue de l'Avenir (Molenbeek-Saint-Jean)
Pour les articles homonymes, voir Rue de l'Avenir.
La rue de l'Avenir (en néerlandais: Toekomststraat) est une rue bruxelloise de la commune de Molenbeek-Saint-Jean qui va du parvis Saint-Jean-Baptiste au quai des Charbonnages au canal en passant par la rue de la Prospérité et la rue Darmon.
La numérotation des habitations va de 13 à 43B pour le côté impair et de 2 à 18A pour le côté pair.

## Lieu remarquable
C'est rue de l'Avenir, au numéro 18, que se situe la mosquée de l'Avenir (mosquée Al Moustakbal).